# Età (geocronologia)
Un'età geologica è un'unità geocronologica utilizzata in geologia. È una delle suddivisioni della scala dei tempi geologici; solitamente tra un'età e la successiva si registrano cambiamenti negli organismi superiori con la comparsa o scomparsa di alcune famiglie.
Un'età rappresenta il tempo trascorso durante la formazione delle rocce che costituiscono il piano corrispondente. Un'età appartiene ad una determinata epoca e normalmente non è suddivisa al suo interno in sottocategorie di rango inferiore.
Ogni età trova il suo corrispondente in un piano, ed ha una durata di alcuni milioni di anni. La datazione assoluta ha permesso di stabilire, in genere con un ridotto margine di errore, i valori in milioni di anni corrispondenti all'inizio e alla fine di ciascuna età.

## Sviluppo storico

Prima dell'introduzione delle età come suddivisioni temporali della storia della Terra, si erano riconosciute le tre divisioni principali del Fanerozoico, basate su registrazioni fossili e stratigrafiche, per le quali vennero proposti i nomi tuttora in vigore di Paleozoico (Sedgwick, 1838), Mesozoico e Cenozoico (Phillips, 1841), intese come tappe successive e reali della storia della vita sul pianeta (fauna antica o era degli invertebrati e pesci; fauna intermedia o era dei rettili; fauna recente o era dei mammiferi).
I primi piani geologici furono stabiliti da Alcide d'Orbigny tra il 1849 e 1852, ma l'uso non era ancora invalso in modo chiaro tra gli studiosi del tempo a seconda del fatto che si riferissero alle stratificazioni rocciose o al tempo della loro formazione, concetti che differiscono a seconda della scuola di provenienza o del paese. Per evitare una possibile confusione, nel corso del II Congresso Geologico Internazionale del 1880 fu presa la decisione di distinguere i due sistemi di riferimento (roccia o tempo) introducendo la differenziazione tra piani e età, rispettivamente per le unità cronostatigrafiche e per quelle geologiche.